# GMOメディア
GMOメディア株式会社（ジーエムオーメディア、英: GMO Media, Inc.）は、東京都渋谷区に本社を置く日本の゙企業。

## 概要
インターネットメディア事業、デジタルコンテンツ提供事業を行う、GMOインターネットグループの企業である。ポイント評議会（JIPC、2007年2月15日設立）理事。

## 沿革
- 2000年10月13日 - アイウェブ・テクノロジー・ジャパン株式会社として設立。
- 2002年5月 - ユーキャストコミュニケーションズ株式会社に商号変更。
- 2004年3月 - 壁紙ドットコム株式会社を吸収合併、GMOモバイルアンドデスクトップ株式会社に商号変更。
- 2005年5月1日 - GMOメディアアンドソリューションズ株式会社の会社分割により、メディア事業・EC事業を吸収。GMOメディア株式会社へ商号変更。
- 2015年10月23日 - 東京証券取引所マザーズに上場。
- 2017年11月 - プログラミング教育ポータルサービス「コエテコ」を開始
- 2020年3月 - クーポン・チケット事業を運営する「GMOくまポン株式会社（現GMOビューティー株式会社）」をグループ化[1]。

## ポイントタウン
ポイントタウン (Point Town) は、GMOメディアが運営するポイントインセンティブ型ターゲティングメールサービスである。ポイントサービスと価格比較、商品・店舗検索機能を提供している。ブラウザゲームもリリースしている。2021年12月現在、会員数は200万人。
- 1999年12月 - 「ポイントメール」として開始、当初は株式会社第一通信が運営していた。
- 2001年11月 - 株式会社第一通信がGMOグループ（現GMOインターネットグループ）に参加。
- 2003年1月 - 株式会社第一通信がGMOコミュニケーションズ株式会社へ商号変更。
- 2003年3月 - GMOコミュニケーションズ株式会社から、GMOメディアアンドソリューションズ株式会社（現：GMOメディア）へ業務移管された。
- 2006年5月 - ポイントメールのウェブサービス名を「ポイントタウン」へ改称。メールサービス名は「ポイントメール」のまま継続。

## 壁紙.com
壁紙.com（カベガミドットコム）は、PC・スマホの壁紙、写真、画像を総計2700万枚以上揃え、無料提供するサイトである。

### 壁紙ドットコム株式会社
- 2001年1月 - PCの壁紙を専門に取り扱う壁紙総合ポータルサイト「壁紙ドットコム株式会社」を設立。
- 2004年3月 - デスクトップ事業のさらなる強化のため、壁紙ドットコム株式会社とユーキャストコミュニケーションズ株式会社が合併し、GMOモバイルアンドデスクトップ株式会社が発足。
- 2005年5月 - GMOモバイルアンドデスクトップ株式会社とGMOメディアアンドソリューションズ株式会社のメディア事業・EC事業が統合しGMOメディア株式会社が発足。

## コエテコ
コエテコ (coeteco) は、GMOメディア株式会社が運営する、子どものプログラミング教育情報を提供するサービスである。
子ども向けプログラミング教室検索、ロボット教室検索やプログラミング教育に関する情報（コラム、インタビュー取材）を提供している。不定期に子ども向けのプログラミング体験イベントを開催している。また、社会人向けのプログラミングスクール検索サイト「コエテコキャンパス 」やドローンスクール検索サイト「コエテコドローン」など複数の領域を展開をしている。
- 2017年11月 - サービス開始
- 2018年4月 - 株式会社船井総合研究所と「2018年 子ども向けプログラミング教育市場調査」実施
- 2019年4月 - 株式会社船井総合研究所と「2019年 子ども向けプログラミング教育市場調査」実施
- 2020年3月 - 株式会社船井総合研究所と「2020年 子ども向けプログラミング教育市場調査」実施
- 2020年5月 - EdTechサービスの比較・検索サイト「コエテコEdTech byGMO」開始
- 2021年3月 - 社会人向けプログラミングスクール検索サイト「コエテコキャンパス  byGMO」開始
- 2021年6月 - 株式会社船井総合研究所と「2021年 子ども向けプログラミング教育市場調査」実施
- 2021年10月 - 教育ロボット検索サイト「エデュロボ」開始
- 2021年12月 - プログラミング教室選びをサポートするムック本 『コエテコ byGMOで始めよう！小学生からのプログラミングスタートブック』 出版
- 2022年6月 - 株式会社船井総合研究所と「2022年 子ども向けプログラミング教育市場調査」実施
- 2022年10月 - 民間プログラミング教育セミナー「コエテコEXPO2022」開催
- 2022年11月 - ドローンスクール検索サイト「コエテコドローン byGMO」開始
- 2023年4月 - 民間プログラミング教育セミナー「コエテコEXPO2023 春」開催
- 2023年7月 - ドローンスクール事業者・ユーザーセミナー「コエテコドローンEXPO」開催
- 2023年8月 - 小学生向け体験イベント「コエテコジュニアプログラミングフェス 2023」開催
- 2024年6月 - 民間プログラミング教育セミナー「コエテコEXPO2024」開催

## その他のサービス
- プリ小説
- かんたんゲームボックス
- ゲソてん

## 終了したサービス
ホトリエ
ベジモン農場
歌詞サーチ
ポイントメールモバイル (PMMO)
ふくびき.com
メールイン
あげあげー（無料アプリゲームサイト）
フリフラ取り放題
試聴OK!トリ放題!うた★バイブ
試聴OK!取り放題★アニメ&ゲーム
最新超速FARMIX
mypop（RSSリーダー）

### teacup.
「teacup.（ティーカップ）」は、GMOメディアがかつて提供していた電子掲示板レンタルサービス。
1997年8月にサービス開始。その後はブログサービスやチャットなど機能も追加され、25年にわたりサービスを継続してきたが、2022年8月1日13時をもって全サービスを終了した。

### ヤプログ!
「ヤプログ! (yaplog!) 」は、GMOメディアがかつて運営していたブログサービス。2001年9月15日に開始されたブログサービス「ヤプース!」をGMOが譲受し、2004年6月15日に「ヤプログ!」ベータ版としてサービス開始したものである。
2020年1月31日をもってサービスを終了した。

### freeml
freeml（フリー・エムエル）は、GMOメディア株式会社が提供していた、ユーザーが無料でメーリングリストを作れるサービス。「フリーメール」と読むのは誤りである。誰でも参加できるメーリングリストや、非公開メーリングリストを作成してメンバーだけで利用することも可能であった。また、メーリングリストのメンバーだけ閲覧可能な写真・スケジュール・掲示板などを提供していた。2017年12月時点での総ユーザー数は1,271万人であった。
2019年12月2日をもってサービス終了した。
- 2006年3月 - 「freeml」が総合ポータルサイト（SNS）としてサービスリニューアル[10]。
- 2010年4月 - 無料iPhoneアプリ「freeml」を公開。
- 2010年7月 - 無料Androidアプリ「freeml」をAndroid Marketにて公開。
- 2019年12月2日 - サービス終了[9]。

#### GMOメディアアンドソリューションズ株式会社
- 1997年10月 - 当時起業家志望の学生であった河野吉宏がサービスの提供を開始（ただし河野本人も定かでないとしている）。
- 1999年10月 - ネットエイジへサービスを売却。
- 2000年2月 - ネットエイジ53.1%、インターキュー43.1%の出資でフリーエムエルドットコム株式会社を設立。この時点で利用者数は20万人、登録メーリングリスト数は6000[11]。
- 2001年1月 - 登録者数が500万人、月間メール配信数が6,000万通を突破[12]。
- 2002年1月 - PC版の「FreeML」と携帯版の「i*freeML」統合[13]。
- 2002年4月1日 - 株式会社メールイン及びマグプロモーション株式会社を合併（存続会社はフリーエムエルドットコム株式会社）し、GMOメディアアンドソリューションズ株式会社が発足。
- 2003年7月 - ネットエイジ、FreeMLのノウハウ生かした企業向けメーリングリスト管理ソフト『melpod』を発売[14][15]。
- 2005年5月1日 - GMOメディアアンドソリューションズ株式会社の会社分割により、運営会社がGMOメディア株式会社（GMOモバイルアンドデスクトップ株式会社より商号変更）となる。